# Lovisa Sparre
Lovisa Ulrika Sparre af Söfdeborg, gift De Geer, född 22 november 1852 på Lejondal i Bro socken i Uppland, död 2 maj 1937 i Engelbrekts församling i Stockholm, var en svensk grevinna och hovfunktionär. Hon är känd som den som lät uppföra Lejondals slott.

## Biografi
Lovisa Sparres far var landshövdingen greve Erik Sparre och hennes mor statsfrun grevinnan Ottiliana Sparre, född Sparre. Lovisa Sparre, som under år 1871 tillfälligt varit hovfröken hos drottning Lovisa, gifte sig 1880 med hovmarskalken friherre Louis De Geer och hette därefter De Geer. Hon och bodde på familjegården Lövsta i Österlövsta socken. När hon 1887 var gravid med fjärde barnet, Charlotta Olga Louise, dog maken hastigt och hon bestämde sig att flytta till Lejondal i Uppland som hon ärvt 1886, då hennes far avled.
Lovisa De Geer blev känd som byggherre för den slottsliknande byggnaden som numera kallas Lejondals slott. För bygget anlitade hon arkitekt Isak Gustaf Clason och bevarade brev från grevinnan till arkitekten visar att byggnaden huvudsakligen uppfördes mellan 1889 och 1891, men ännu 1898 var den inte fullt inredd. Hon flyttade in redan 1892 och gifte sig 1894 en andra gång med det tolv år yngre legationsrådet och senare advokaten Fredrik Rappe (1864–1929). Han gillade inte slottet som då blev familjens sommarvilla. Rappe försnillade hustruns pengar och 1914 tvingades man sälja egendomen. År 1917 skildes makarna.

## Bilder

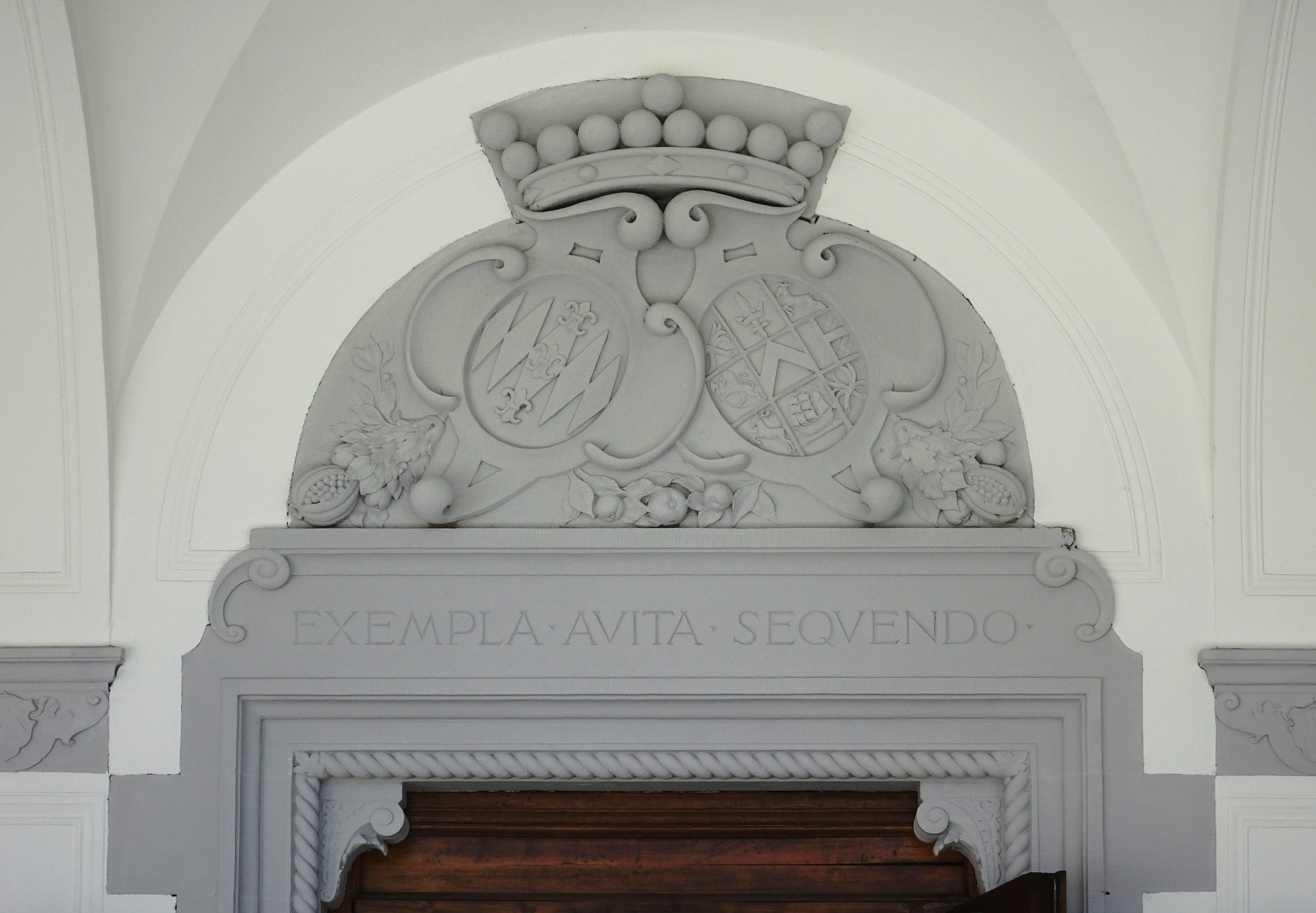
Över Lejondals huvudportal märks De Geers och Sparres vapensköldar.